# カッシン・ヤング
カッシン・ヤング（Cassin Young, 1894年3月6日-1942年11月13日）は、アメリカ海軍の軍人、最終階級は大佐。名誉勲章受章者。1941年12月8日の真珠湾攻撃での行為により名誉勲章を受章した。のちに重巡洋艦「サンフランシスコ」艦長となったが、1942年11月13日の第三次ソロモン海戦で日本艦隊の砲撃を受けて戦死した。

## 生涯
カッシン・ヤングは1894年3月6日にワシントンD.C.で生まれ、のちにウィスコンシン州に移る。海軍兵学校（アナポリス）に進み、1916年6月3日に卒業。卒業年次から「アナポリス1916年組」と呼称されたこの世代からは、太平洋艦隊司令長官兼太平洋軍最高司令官や統合参謀本部議長を務めたアーサー・W・ラドフォード、第13代海軍作戦部長ウィリアム・フェクテラー、第14代海軍作戦部長ロバート・カーニーらがいる。
士官候補生となったヤングは戦艦「コネチカット」に1919年まで配属されたあと、潜水艦畑に移って「R-23」と「R-2」の艦長を務めた。1920年代半ばから後半にかけては潜水部隊通信参謀、戦闘艦隊勤務および母校アナポリスでの勤務を歴任。
1931年から1933年、少佐に昇進したヤングは戦艦「ニューヨーク」に配属され、駆逐艦「エヴァンズ」 (USS Evans, DD-78) 艦長を経て1935年から1937年には第11海軍区勤務となる。中佐に昇進後はコネチカット州グロトンのニューロンドン潜水艦基地を母港とする第7潜水隊司令となった。その後は1941年に工作艦「ヴェスタル」 艦長となった。
1941年12月、ヤングの「ヴェスタル」はメア・アイランド海軍造船所でのオーバーホールを終えて真珠湾に戻り、12月6日から12日の間には戦艦部隊への支援を予定して、戦艦「アリゾナ」と並んで停泊していた。12月8日朝7時55分、南雲忠一中将指揮の機動部隊から発進した攻撃隊は真珠湾を攻撃する。8時過ぎ、ヤングは艦橋上の機銃に対して反撃を命じ、次いで3インチ砲による対空射撃を命じて自らも対空兵装の一つを操作して応戦した。間もなく「赤城」、「加賀」および「蒼龍」からの攻撃隊が襲来し、「アリゾナ」に対して航空魚雷と800キロ爆弾を投じたが、そのうちの800キロ爆弾一発が「アリゾナ」ではなく「ヴェスタル」に命中し、別の一発が至近弾となった。その刹那、「アリゾナ」にも爆弾が二発命中して弾薬庫が大爆発を起こし、爆風でヤングは海中に吹き飛ばされたが間を入れず「ヴェスタル」に戻り、艦を炎上中の「アリゾナ」から引き離すよう命じた。「ヴェスタル」はさらなる損傷を防ぐため、流出した油に引火した火が漂う海上を突っ切って座礁に持ち込み、「ヴェスタル」を沈没から救った。この行為が「英雄的」と評価され、ヤングは名誉勲章を受章した。
1942年2月、ヤングは大佐に昇進し、9月11日には重巡洋艦「サンフランシスコ」艦長となる。ヤングの「サンフランシスコ」は1942年8月のガダルカナル島上陸作戦で始まっていたソロモン方面での反攻にはせ参じ、10月11日のサボ島沖海戦では五藤存知少将の日本艦隊に大打撃を与えて追い払った。11月12日から13日は、ヤングの最後の日々となった。12日午後、空襲を仕掛けた一式陸上攻撃機のうちの1機が「サンフランシスコ」に体当たりを行い、射撃指揮装置と射撃用レーダーを破壊して能力を低下させた。それでも「サンフランシスコ」は、ダニエル・J・キャラハン少将（アナポリス1911年組）の第67.4任務群旗艦として巡洋艦部隊に加わった。11月13日未明、第67.4任務群は阿部弘毅少将率いる日本艦隊と遭遇し、激しい砲撃戦を繰り広げた（第三次ソロモン海戦）。「サンフランシスコ」はノーマン・スコット少将（アナポリス1911年組）座乗の軽巡洋艦「アトランタ」を誤って攻撃したのち、日本側の戦艦「比叡」と撃ちあいを演じたが、日本側のもう一隻の戦艦「霧島」からの三斉射が「サンフランシスコ」の艦橋を直撃して、ヤングはキャラハンら任務群幕僚とともに戦死した。海戦後、戦死したヤングに海軍十字章が追贈され、「サンフランシスコ」には大統領殊勲部隊章が贈られた。
フレッチャー級駆逐艦の一艦である「カッシン・ヤング」は、ヤングの栄誉をたたえて命名された。「カッシン・ヤング」は現在、ボストンでフリゲート「コンスティチューション」の「守り役」として保存されている。

## 名誉勲章
ヤングの名誉勲章は現在、アナポリスの海軍士官学校博物館に展示されている。